# Gackstroemia hariotiana
Gackstroemia hariotiana là một loài rêu tản trong họ Lepidolaenaceae. Loài này được (Besch. & C. Massal.) Grolle miêu tả khoa học lần đầu tiên năm 1967.